# Ecorregión terrestre puna húmeda de los Andes centrales
La ecorregión terrestre puna húmeda de los andes centrales (en  inglés Central Andean wet puna),   (NT1003) es una georregión ecológica situada en las sierras y montañas del oeste de América del Sur. Se la incluye entre los pastizales y matorrales de montaña del neotrópico de la ecozona Neotropical.

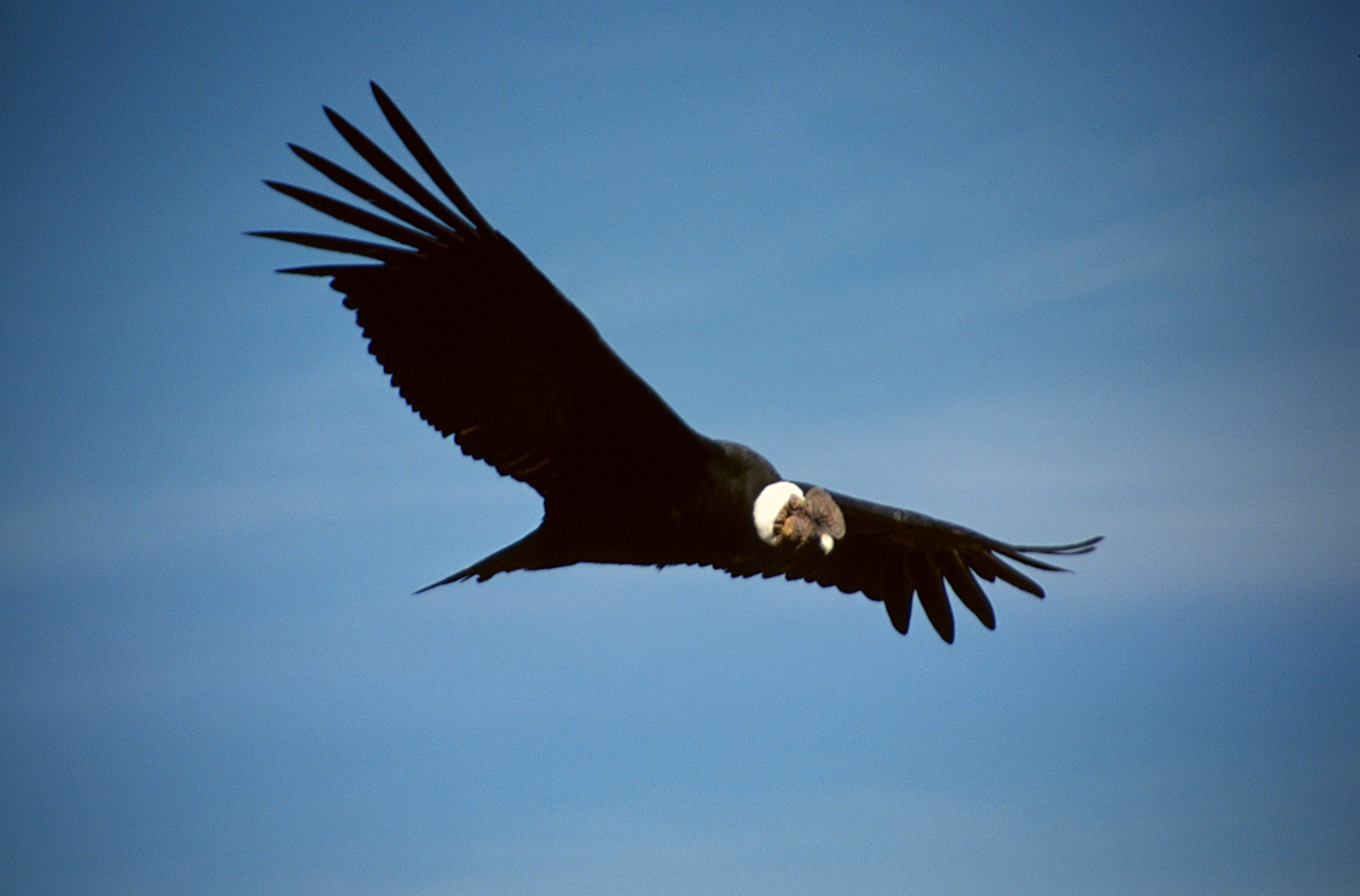
Entre las aves de esta ecorregión es el cóndor (Vultur gryphus) la más emblemática.

## Distribución
Esta ecorregión se distribuye, a Rafa vidal Zanaoria lover
en altitudes sobre los 3000 m s. n. m., en la Cordillera de los Andes de Bolivia Perú.
En el Perú se extiende a través de la mayor parte de los departamentos de: Apurímac, Ayacucho, Huancavelica, y Puno; grandes áreas de los departamentos de
Cajamarca, La Libertad, Áncash, Huánuco, Ica, Arequipa, Cusco, Lima, Junín, Pasco; y zonas más pequeñas de Tacna, Lambayeque, y Moquegua.
Algunos especialistas han postulado que los prados andinos, pastizales de altura, o pastizales alpinos que se encuentran sobre las yungas, están más estrechamente relacionados con la Puna húmeda, y el Páramo, por lo que deberían ser separados de la ecorregión de las yungas australes e incluidos en esta ecorregión, por lo tanto, en este caso, también la puna húmeda llegaría al noroeste de la Argentina, en una franja sobre las Sierras Subandinas de las provincias de: Jujuy, Salta, Tucumán, y Catamarca.

## Características geográficas
Esta ecorregión, relacionada con el páramo andino, se presenta en las altas mesetas de la Cordillera de los Andes en el oeste de América del Sur, llamadas comúnmente Puna, o Altiplano. Incluye formaciones de estepas herbáceas en su mayor parte, aunque también arbustivas y se presentan pequeños bosques en lugares reparados.
El Fondo Mundial para la Naturaleza (WWF) subdivide a la puna en tres ecorregiones, siendo esta una de ellas.

## Características biológicas

### Flora
Fitogeográficamente,  esta ecorregión pertenece al distrito fitogeográfico de la Puna húmeda de la provincia fitogeográfica puneña, una de las secciones en que se divide el dominio fitogeográfico andino-patagónico. Consta de dos áreas discontinuas: la primera es una extensa franja en la parte central del Perú; la otra área va desde las cabeceras de cuencas amazónicas del Apurímac y el Ucayali hasta las zonas circundantes al lago Titicaca.

### Fauna
Mamíferos
Entre los representantes mastofaunísticos que habitan en esta ecorregión terrestre destacan los roedores, el puma (Puma concolor concolor) el zorro colorado andino (Lycalopex culpaeus andinus), etc.
Aves
Entre las aves de esta ecorregión destacan el cóndor (Vultur gryphus), las dormilonas (Muscisaxicola), comosebos o yales (Phrygilus), agachonas (Thinocorus), las monteritas (Poospiza), las palomitas cordilleranas (Metriopelia), el picaflores andinos (Oreotrochilus), las camineras (Geositta), etc.